# نيل دوفي
نيل دوفي (بالإنجليزية: Neil Duffy)‏ (5 يونيو 1967 بغلاسكو في المملكة المتحدة - ) هو لاعب كرة قدم بريطاني في مركز الدفاع. لعب مع دندي يونايتد ونادي دمبرتون ونادي دندي ونادي فالكيرك ونادي آير يونايتد.

## وصلات خارجية
- نيل دوفي على موقع قاعدة بيانات كرة القدم.إي يو (الإنجليزية)
- نيل دوفي على موقع Soccerbase.com (لاعب) (الإنجليزية)